# 臺日漁業協議

《臺日漁業協議》所畫定台灣漁船可捕魚的範圍（紫色粗線所框起區域內、但不含釣魚台列嶼12浬海域）

《臺日漁業協議》，正式名稱為《亞東關係協會與公益財團法人交流協會漁業協議》，是中華民國與日本於2013年4月10日於臺北市臺北賓館召開第17次臺日漁業會談後所簽署的文件，針對雙方在釣魚台列嶼周遭重疊專屬經濟海域的漁業作業安排達成協議，並未涉及雙方對主權的主張。此項協議於同年5月10日生效。臺灣方面由外交部所屬亞東關係協會會長廖了以擔任團長，外交部、行政院海岸巡防署、行政院農業委員會漁業署相關人員參加，日本方面則由公益財團法人交流協會會長大橋光夫擔任團長，日本外務省、農林水產省所屬水產廳、海上保安廳相關人員出席。
過去臺灣漁民和日本漁民發生過多次漁業糾紛，這次簽署協議被輿論認為是日本向臺灣漁民釋放善意。中華民國在堅定維護主權及相關海域主張的前提下，藉由擱置爭議，共享漁業資源，就保護漁權與日方達成共識，讓雙方重疊專屬經濟海域漁業問題獲得妥善安排，使久懸17年的臺日漁業問題基於對等互惠原則達成具體成果。中華民國外交部表示這象徵著兩國友好關係樹立新的里程碑，期待今後雙方在此良好基礎上，持續加強各層面友好合作關係。
日本首相安倍晉三於2013年4月12日在首相官邸接見大橋光夫會長時表示：「臺灣是重要夥伴，臺日簽署漁業協議對雙方都很好。」

## 歷史背景
1996年6月日本國會1996年批准《聯合國海洋法公約》後，制定《專屬經濟海域及大陸礁層法》，在領海基線外側200海哩劃為經濟海域。為解決漁權爭議，臺日首次在臺北舉行「臺日漁業會談」。17年間歷經16次正式會議、多次預備會議及協商。未能有結果主要在於雙方對釣魚臺主權的爭議，以及對劃設專屬經濟海域立場的不同，日方主張以地理中間線劃分，臺灣則主張衡平原則。2008年發生聯合號海釣船事件引起臺日中三方緊張。2012年11月開始，歷經2次預備性會議及3次非正式協商，日本也派出更高層級代表，重啟第17次漁業談判。

## 領袖溝通
2010年11月1日，民進黨主席蔡英文與再次訪問臺灣的日本前首相安倍晉三會談，蔡主席重申民進黨對於釣魚台主權的基本原則：第一，釣魚台主權屬於台灣；第二，應以和平、理性方式處理；第三，民進黨不考慮與中國合作處理釣魚台問題；第四，希望雙方以對話，共同合作的態度來處理漁權及天然資源開發問題。
2012年8月5日，中華民國總統馬英九在外交部舉辦的「中日和約生效60周年紀念特展暨座談會」上表示，為緩和釣魚台列嶼的緊張情勢，特提出「東海和平倡議」，呼籲各方擱置爭議，以和平方式處理爭端，並尋求共識、研訂東海行為準則及建立機制，共同開發東海資源，以確保東海之和平。
2013年3月3日，民進黨主席蘇貞昌率團訪問日本，展開「民主和平繁榮之旅」。他強調民進黨一向主張釣魚臺主權屬於臺灣，臺日兩國需透過對話的方式尋求解決分歧的方法，但在這之上，台日還有更高的共識，即維持此一區域的和平與穩定，這是雙方最需努力之處。在時間上有緊迫壓力的是保護臺灣漁民的漁權，即臺日兩國的漁權談判及漁業糾紛的解決，是急需圓滿解決的事項，其結果將有利於此一區域的和平穩定。他表示，「在和平穩定的前提下，再來談雙方的歧異，防止第三方見縫插針的機會，也防止此區域緊張升高的可能。」
2013年3月25日，立法院長王金平率朝野立委代表團參加在東京舉行的第44屆亞太國會議員聯合會（APPU）年會，他會晤前首相野田佳彥、副首相兼財政大臣麻生太郎、國家公安暨防災大臣古屋圭司、與復興大臣根本匠等政要時強調希望臺日現在期待解決的漁業談判問題在正式會談開啟後是朝著對臺灣有利的方向進展。

## 協商基礎

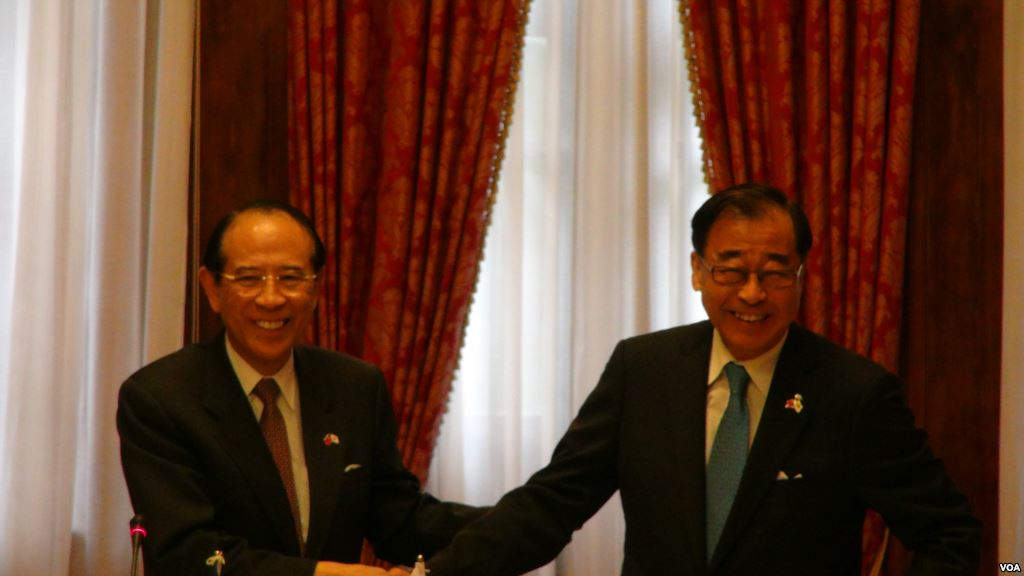
中華民國亞東关系协会会长廖了以（右）与日本公益財團法人交流协会会长大桥光夫（左）签署台日渔业协议

廖了以於會談中重申釣魚臺列嶼為中華民國固有領土，是臺灣的附屬島嶼，列嶼周邊12浬是臺灣主權所及的領海，並不包括在協議適用海域之內。該列嶼附近海域為臺灣漁民長久以來的傳統漁場，漁民的正當捕魚權利必須依法獲得充分保障。為增進臺日友好關係、區域和平穩定及永續發展，總統馬英九於2012年8月5日提出「東海和平倡議」，表明主權不能分割或退讓，但資源可以分享，期盼透過相關各方共同努力，使東海成為「和平與合作之海」。
廖了以說：「此次臺日漁業會談得以順利達成協議的最大原因，當然是臺、日兩國人民的深厚友誼。」大橋光夫則表示：「這次的協議，把維持東海的和平與穩定以及促進友好互助的關係列為首要目的，確保東海的和平和穩定，對日本和臺灣和世界來說，是共同的利益。」並希望未來透過雙方努力，進一步促進臺日漁業合作及雙方關係的深化和發展。日本交流協會期待藉由此協議的簽署，推動友好及互惠合作，並達成專屬經濟海域內的海洋生物資源的養護與合理利用以及漁業作業秩序的維持等目的，進而促進日台間更進一步的交流。

## 協議內容
本協議在北緯27度以南及日本先島諸島（包括八重山群島等）以北之間海域，劃設大範圍「協議適用海域」（「排除對方法令適用海域」），臺灣漁船在該海域內的作業權益獲得確保，不受日本公務船干擾，且範圍除臺灣原訂「暫定執法線」內海域，並延伸至線外，使漁船作業範圍擴大。日本漁船亦不受臺灣法令拘束。至於北緯27度以北及日本先島諸島以南的臺灣「暫定執法線」內，中華民國政府聲稱仍將繼續維護臺灣漁船現行作業環境，以保障臺灣漁民合法權益。
雙方政府在協議內容列入「免責條款」，確認協議各項規定不損及雙方原本各自主權及海域主張等相關國際法各項問題的立場與見解，確保臺灣（中華民國）對釣魚臺列嶼「主權在我、擱置爭議、和平互惠、共同開發」的一貫堅定立場。
時任中華民國外交部部長林永樂在記者會上説：協議適用海域扣除釣魚臺列嶼12浬內海域，共七點四萬平方公里（約為臺灣面積的兩倍大），「我國的漁民在協議適用海域的作業權益會獲得充分保障，作業的範圍也會擴大大約1,400平方浬（4,530平方公里，臺灣暫定執法區外）。」協議適用海域內，日漁船仍可進入，日本公務船不進入。東邊靠近日本一帶因靠近琉球，較常出現日本漁船，臺日雙方同意劃出「特別合作海域」，雙方依據兩國各自法令自主管理；若出現爭端，則由雙方成立的「臺日漁業委員會」協商處理。北緯27度以北與先島諸島以南海域，及釣魚台列嶼12浬內海域等其他雙方關切的作業海域及雙方漁業合作等議題，也將透過臺日漁業委員會這個制度化機制持續協商。他表示「在主權立場上沒有退讓。協議列入免責條款，釣魚臺列嶼周邊領海基線12海里，將不包括在協議使用範圍。臺灣政府對捍衛主權，保護漁權的立場不變，絕不會以主權換取漁權。」
「臺日漁業委員會」是官方機制，分別由臺灣外交部亞東關係協會、漁業署代表以及日本外務省、水產廳代表擔任委員，針對雙方關切議題，原則上每年召開一次會議，所有協議需經四名委員達成共識。
中華民國海巡署長王進旺說，目前臺灣主張的領海與經濟海域，即使不在這次協議範圍內，仍會執行護漁任務，外國漁船或中國漁船進入，都會依規定被勸離、取締、驅離。
中華民國行政院農業委員會漁業署預計最快五月鮪魚季可望適用新協議，署長沙志一說，原本北緯27度線以南，以及我方所劃暫定執法線以西，約近7萬平方公里海域內的釣魚台周邊海域，即便台灣漁船沒有靠近釣漁臺12海里以內海域作業，常常遭到日方海巡船的驅趕。近三年在協議適用海域內，每年平均八百艘以上臺灣漁船作業，漁貨量推估四萬公噸以上（主要漁獲魚種包括鯖、黑鮪、黃鰭鮪、旗魚、鬼頭刀、鎖管、鯊、鰹、鯛魚等），簽署協議後，過去97%日方常干擾的海域，未來漁民可安心作業。釣漁臺12海里內等未達成協議海域，雙方承諾以最大限度地尊重對方作業。

## 雙方評價

### 中華民國

#### 政界
中華民國總統馬英九表示，關於釣魚台問題，大陸方面認為應由他們和日本談。他說問題是台灣漁民漁權，「我身為中華民國總統，我出來協商、出來保障，這是理直氣壯、理所當然的事情。」2013年馬英九以「東海和平倡議」促成簽署台日漁業協定，2014年獲頒美國國際國民外交協會的「艾森豪國際和平獎」。
外交部亞東關係協會秘書長黃明朗指出，過去臺日漁權談判，日本水產廳為維護日本漁民權益，態度相對保守，不過日本「三一一大地震」後，臺灣民眾踴躍捐款，讓日方充分感受與臺灣之間的情誼，加上2012年釣魚臺衝突升高，諸多因素讓日本外務省取得對臺漁業談判的主導權，大力促成臺日簽署漁業協議。
前中華民國總統李登輝表示，這次是日本首相安倍晉三下令政府部門要簽署這個協議，日本不讓步不行。過去日本對臺灣太過分了，但日本經歷311大地震後，臺灣對日本震災的援助，日方後來經過反省，現在做法有改變，像世界棒球經典賽，臺灣代表隊赴日本打球時，日本民眾也為臺灣隊加油。他說過去一百多年來，台灣的漁民與日本琉球附近的漁民都可一起捕漁，現在問題獲得解決，這對台灣漁民未來捕漁很有幫助，他認為很好。
民進黨前立法委員林濁水撰文認為，台灣漁民是《臺日漁業協議》實質的最大贏家：可以放心到釣魚台海域去。政治面馬總統當然是最大贏家，這次終於完成協議，都是他上台以來的領航成效以及去年「東海和平倡議」的成功。
前台灣駐日代表羅福全認為，日本與臺灣簽署協議，等於在釣魚臺議題上徹底將臺灣和中國清楚切割開來，這是非常聰明的決定；領土爭議本應以國際法、協商機制解決，中國卻動輒用武力威脅，臺灣若和中國「搞在一起」，國際觀感不佳。
前台灣駐日代表許世楷表示，日本與臺灣攜手合作、積極解決釣魚台海域的漁權問題，有利於東亞區域和平穩定，也讓「美日臺安保聯盟」更加穩固，具有戰略意義。他說日本首相安倍晉三在小泉純一郎內閣擔任官房長官時，臺日雙方高層就已對漁權談判有初步共識，當時日本農林水產副大臣宮腰光寬即於2006年訪臺灣與政府高層針對漁權議題交換意見。

#### 漁會
宜蘭縣蘇澳區漁會理事長陳春生表示，劃定協議海域不只是在執法線內可以安心作業，也增加漁民的可作業區域，「雖不滿意，但還可以接受」，他希望未來包括石垣島、與那國島南邊的暫定執法線範圍也能往外擴大。總幹事林月英指協議與漁會提供臺灣會談代表的談判區域範圍小了一點，讓漁民不免還是有點小失望，但「有突破，總比沒有好」，日方釋出作業海域只是臺灣漁民需求一部份，政府仍須加把勁，繼續向日方爭取更廣作業海域。
頭城漁會總幹事鄭讚福認為，釋出範圍太小，要再擴大。

#### 學界
國立中山大學海洋政策研究中心主任胡念祖認為協議進展不大，日方善意有限，原本兩國經濟海域互相重疊，都可自由進出，現在把模糊空間劃清楚，沒有取得對我方主權有利的象徵，未來可能會使我方減少繼續主張主權的機會。
國立政治大學國際研究英語碩士學位學程主任、外交學系副教授黃奎博則認為這是好的開端，台日均對各自的主權主張做出相當的自我約束；未來希望從此出發，減少台日衝突的因子，達成互利共生的境地。

### 日本
沖繩縣知事仲井真弘多於協議簽署當天發表聲明，稱「不僅沖繩縣的要求完全沒有得到反映，還向臺灣方面做出了大幅讓步，不得不說這極其令人遺憾。」並認為該協定會激化沖繩縣漁民和臺灣漁船的競爭，沖繩縣的水產業將不可避免地遭受重大影響。他表示今後將向中央政府提出強烈抗議。副知事高良倉吉於4月12日上午前往首相官邸會晤官房副長官杉田和博時也表示不滿，杉田則稱「日本政府會拿出誠意，向沖繩漁業相關人員詳細說明事情經過。」
農林水產大臣林芳正則表示：「如果協議造成具體影響，將切實採取對策。」

### 國際
美國前副國務卿阿米塔吉、美日研究所主任暨東京大學國際關係教授久保文明、約翰霍普金斯大學教授藍普頓對總統馬英九呼籲各方共同協商制訂涵蓋海域與空域的東海行為準則指出，馬總統的呼籲可能是檯面上唯一真正外交斡旋的努力，值得各界重視。

## 外部連結
- 常見問題 > 臺日漁業協議 （页面存档备份，存于）, 中華民國外交部, 2013/4/10
- 關於「亞東關係協會與公益財團法人交流協會漁業協議」, 日本交流協會, 2013/4/10
- . 中央社. （原始内容存档于2015-03-19）.
- 《臺日漁業協議》之戰略意涵與挑戰,戰略與評估期刊 2013/7
- 從中日漁業協定論臺日漁業糾紛之解決,問題與研究期刊 2011/3
- 簽署臺日漁業協議之進展,臺灣農業委員會 2013/5
- 臺日漁業協議回顧 （页面存档备份，存于）,臺灣漁業署 2014/4